# Памятник самолёту Бэлл П-39 «Аэрокобра»
Памятник самолёту Бэлл П-39 «Аэрокобра» — памятник в городе Якутске, посвящённый авиаторам, доставлявшим груз по ленд-лизу.

## Символическое значение памятника
В годы Великой Отечественной войны между Соединёнными Штатами Америки и Советским Союзом сложилась воздушная трасса «Аляска — Сибирь», по которой советские и американские авиаторы доставили из США в СССР около 8-и тысяч самолётов. Центром авиационной трассы был город Якутск, находившийся посредине трассы.
Памятник представляет собой копию самолёта Бэлл П-39 «Аэрокобра» в натуральную величину. Имеется мемориал с нанесёнными фамилиями всех перегонщиков, погибших на авиационной трассе в годы Великой Отечественной войны. Перегоночная трасса «Аляска — Сибирь» по договору о ленд-лизе являлся маршрутом снабжения армейской техники для частей Красной армии осуществляющих военные действия. В Якутске находился штаб первой Краснознамённой перегоночной авиадивизии и Управления Красноярской воздушной трассы.
Самолёт Бэлл П-39 «Аэрокобра» это американский истребитель периода Второй мировой войны с необычной конструкцией расположения двигателя сзади кабины пилота. Половина всех выпущенных самолётов П-39 была поставлена в Советский Союз по ленд-лизу. На П-39 летали такие асы воздушного боя, как Александр Покрышкин, Григорий Речкалов, Александр Клубов, Николай Гулаев, братья Дмитрий и Борис Глинки. Истребитель был уникальным для своего времени. Преимуществом истребителя были надёжность, вооружение, скорость и манёвренность, большой обзор из кабины пилота. Недостатком истребителя была склонность к штопору, а также сложность в ведении прицельного огня. Таким образом «Аэрокобра» была предназначена для профессиональных пилотов.

## История памятника
Открытие памятника состоялось 6 ноября 2002 года, в авиапорту, напротив школы № 24. Памятник был изготовлен группой энтузиастов, инженеров и техников авиационной базы аэропорта города Якутска. Вокруг постамента высечены имена погибших лётчиков.